# 本頓縣 (華盛頓州)
本頓縣（英語：Benton County）是美国华盛顿州南部的一個郡，北、東、南為哥倫比亞河所圍繞，南鄰俄勒冈州，面積4,559平方公里。根據2020年美國人口普查，共有人口20萬6,873人。縣治普羅瑟，最大城市肯纳威克。該縣於1905年3月8日由雅基馬縣獨立出，縣名紀念代表密蘇里州的聯邦參議員托马斯·哈特·本顿（Thomas Hart Benton）。

## 地理
根據美国人口普查局，本郡的總面積為4,600平方（1,760平方英里），其中陸地面積占4,410平方（1,703平方英里）、水域面積占150平方（57平方英里） （3.24%）。

### 地理特色
- 哥倫比亞河
- 雅基馬河（英语：Yakima River）

### 主要公路
- 82号州际公路
- 182號州際公路（英语：Interstate 182）
- 12号美国国道
- 395號美國國道（英语：U.S. Route 395）
- 14号华盛顿州州道
- 240號華盛頓州州道（英语：Washington State Route 240）
- 397號華盛頓州州道（英语：Washington State Route 397）

### 毗鄰郡
- 東－瓦拉瓦拉縣
- 東北－富蘭克林縣
- 北－格蘭特縣
- 西－雅基馬縣
- 西／西南－克里基塔特縣
- 南／西南－莫羅郡
- 南／東南－尤馬蒂拉郡

### 國家保護區
- 漢福德流域國家紀念區（英语：Hanford Reach National Monument）（部分）
- 曼哈頓計畫國家歷史公園（部分）
- 沙鐸山國家野生動物保護區（部分）
- 尤馬蒂拉國家野生動物保護區（英语：Umatilla National Wildlife Refuge）（部分）

## 延伸閱讀
- William Denison Lyman, History of the Yakima Valley, Washington: Comprising Yakima, Kittitas, and Benton Counties. In Two Volumes. Chicago: S.J. Clarke Publishing Co., 1919. Volume 1 | Volume 2

## 外部連結
- （英文） 本頓縣官方網站 （页面存档备份，存于）
- （英文） 東本頓縣歷史博物館 （页面存档备份，存于）